# 恩斯多夫 (巴伐利亚州)
恩斯多夫（德語：Ensdorf，德語發音：[ˈɛnsˌdɔʁf]）是德国巴伐利亚州的一个市镇，属于上普法尔茨行政区安贝格-苏尔茨巴赫县。该市镇总面积为41.45平方千米，截至2023年12月31日总人口为2,076人。